# Halfdan Kjerulf

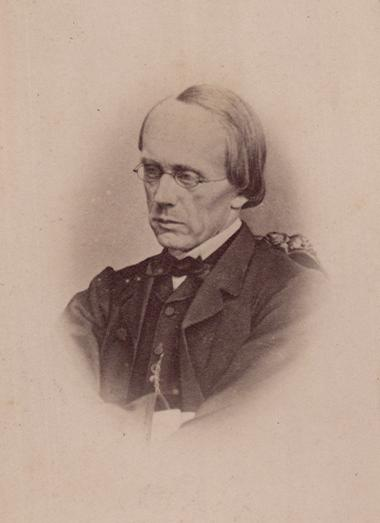
Halfdan Kjerulf

Halfdan Kjerulf (Cristiania, 17 de septiembre de 1815—11 de agosto de 1868) fue un compositor noruego.

## Biografía
Kjerulf empezó a estudiar derecho para seguir los pasos de su padre. Poco antes de su examen en 1839 cayó gravemente enfermo y en el verano de 1840 viajó a París para recuperarse. Allí tomó contacto con la música de la Primera Escuela de Viena, los primeros románticos y Hector Berlioz.
En el invierno de 1840/41 murieron su hermana, su hermano y su padre. Como el miembro más mayor, Kjerulf debía cuidar de su familia y con ese propósito trabajó como corresponsal extranjero para el diario noruego Den Constitutionelle. En esta época, otoño de 1841, apareció su primera composición. En 1845 concluyó su actividad periodística y se hizo profesor de música. Estudió teoría musical con Carl Arnold. En 1851 volvió a Cristiania, donde siguigió dando clases de música. Los últimos años de su vida los pasó acosado por la enfermedad.
Entre sus alumnas y alumnos destacados, Agathe Backer Grøndahl fue una pianista y compositora muy reconocida en el mundo musical.

## Obra
Aunque en la actualidad sus trabajos para coro y sus romances son sus obras más famosas, Kjerulf compuso también muchas obras para piano. El trabajo de Kjerlulf está influido por los románticos alemanes (Schumann y Mendelssohn), aunque no se debe despreciar la influencia de la música popular noruega.